# Miss & Mister Deaf World
 (décembre 2022).
Miss & Mister Deaf World (MMDW) est un concours international de beauté qui élit chaque année une jeune sourde « Miss Deaf World » et un jeune sourd « Mister Deaf World ». Il a été créé en 2001.
Ce concours est distinct et rival de celui de Miss & Mister Deaf International.

## Histoire

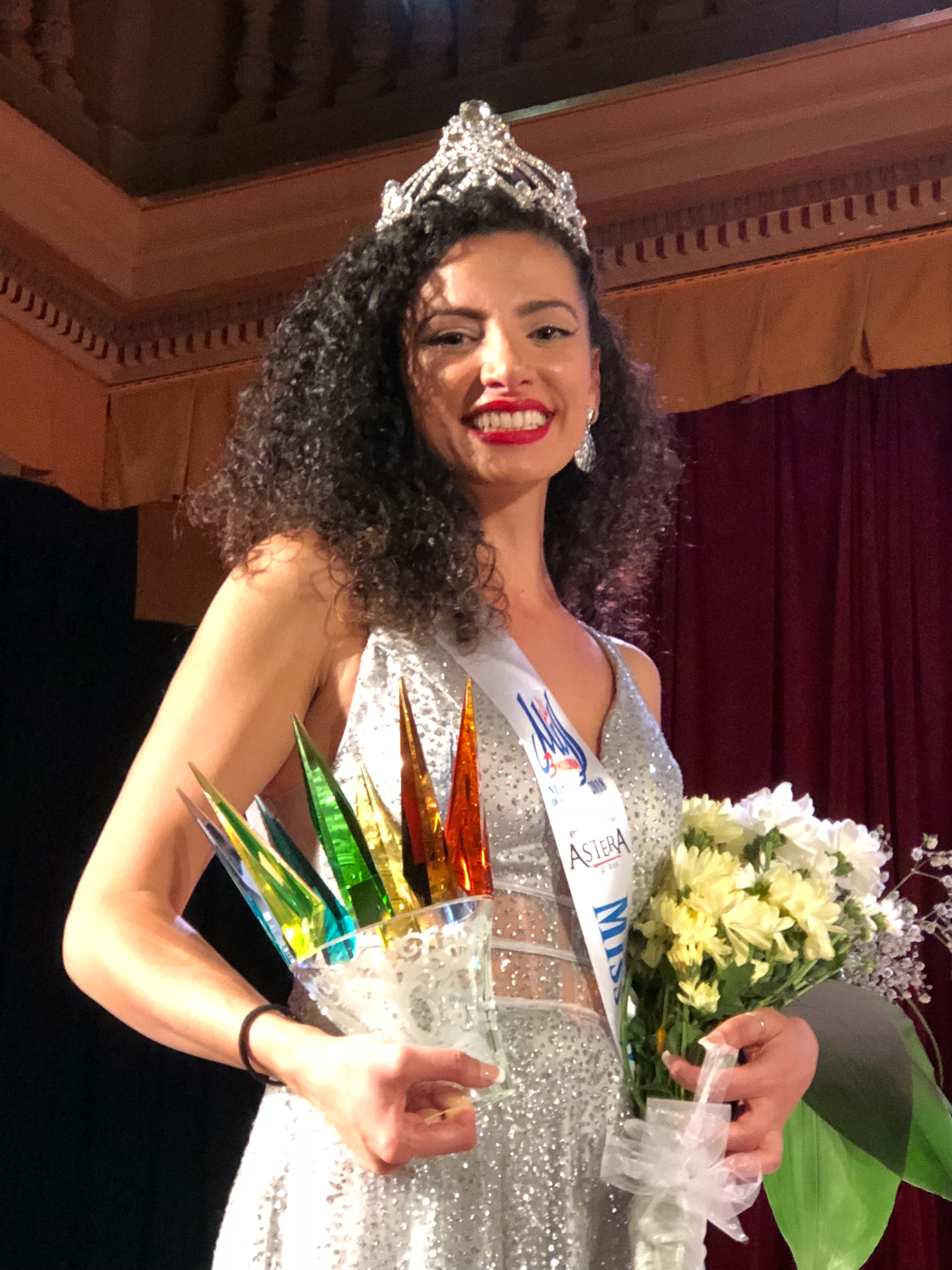
Miss Deaf World 2018 Assia Uhanany, 29 septembre 2018, Vinohrady, Prague.

MMDW est un organisme sans but lucratif créé à Prague, la République tchèque, en 2001. Le Concours de beauté est organisé par les sociétés MISS DEAF s.r.o. (cs) et MISS – MISTER DEAF s.r.o.[pertinence contestée], et leur président est Josef Uhlíř[source insuffisante]. La langue officielle du concours est la langue des signes internationale, et les couronnes en cristal de tous les finalistes sont fabriquées par Astera-glass. En 2009, selon Uhlíř, le budget du concours était d'environ cinq millions de couronnes tchèque (environ 192,140 Euro le 13 juillet 2009),.
Selon les règles du concours, un gagnant n'est pas autorisé à participer à un autre concours de beauté. Le 9 juillet 2010, un concours MDW a lieu à Tbilissi, en Géorgie ; la Française Julie Abbou y est contestée. Elle a remporté trois titres du 1re Dauphine Miss Deaf World 2010, du 2e Dauphine Miss Deaf World 2010 et de Miss Sympathy Deaf World 2010,. Par la suite, Abbou a contesté Miss Deaf International à Las Vegas, au Nevada, le 31 juillet 2010, et a été couronné Miss Deaf International. En conséquence, Uhlíř a publié sur le site Web de MDW une annonce concernant la disqualification d'Abbou des titres de 1re et 2e Dauphine Miss Deaf World 2010 et de Miss Sympathy Deaf World 2010, remportés par Abbou lors de la cérémonie finale des compétitions Miss Deaf World 2010 et Miss Deaf Europe 2010 à Tbilissi. Uhlíř a déclaré que lors des compétitions MDW, Abbou avait été personnellement informée, ainsi que les autres filles concurrentes, que si elle recevait l'un des titres officiels des compétitions MDW, elle était interdit à de participer à toute autre compétition Miss. Uhlíř a expliqué la raison pour laquelle le statut élevé des deux compétitions avait été maintenu, en conservant la grande réputation des titres remportés et la conservant le prestige des compétitions Miss Deaf World et Miss Deaf Europe[pas clair]. Uhlíř a ajouté que chaque fille pouvait participer à ces compétitions, même deux fois, si aucun titre ne lui avait été attribué lors de sa première participation. Il a écrit que, le 1er août 2010, le titre du 1re Dauphine Miss Deaf World 2010, tiré d'Abbou, avait été attribué à Zhihuang Wang de Chine, et que son titre de 2e Dauphine Miss Deaf World 2010, était attribué à Stella Falawo Kunjan du Ghana, qui a pris à l'origine la quatrième place. Le titre de Miss Sympathy Deaf World 2010, également tiré d'Abbou par Uhlíř, serait remporté par Portia Oliver d'Afrique du Sud, qui occupait à l'origine la deuxième place dans cette catégorie.
En 2012, Maiko Sakvarelashvili, 20 ans, originaire de Géorgie et qui a grandi sans ses parents depuis l'âge de 14 ans et qui a été prise en charge par son administration scolaire, a remporté le premier Vice Miss Deaf World 2012 à Prague.
En 2015, Lin Ching Lan de Taiwan a remporté Miss Deaf Asia 2015 et était la danseuse de Bilal Hassani qui a participé à l'Eurovision 2019 en Israël.
En 2018, Assia Uhanany d'Israël a remporté le titre de Miss Deaf World.
Le 16 avril 2019, Uhlíř a écrit à propos du décès de l'ingénieur Vladimír Žíla, partenaire général des compétitions mondiales, de Miss & Mister Deaf World et de l'Europe et de l'Asie, ainsi que du directeur du verre Astera[pas clair].

### Lauréats
| Année | Participants | Nom de la gagnante                              | Nom du gagnant                   | Pays organisateur  | Ville hôte |
| ----- | ------------ | ----------------------------------------------- | -------------------------------- | ------------------ | ---------- |
| 2001  |              | Viktoriia Prytychenko, Ukraine                  |                                  |                    |            |
| 2002  |              | Daniela Gedovic, Serbie                         |                                  |                    |            |
| 2003  |              | Nastjana Pridok, Ukraine                        |                                  |                    |            |
| 2004  |              | Candice Morgan, Afrique du Sud                  |                                  | République tchèque | Prague     |
| 2005  |              | Petronela Petrovičová, Slovaquie                |                                  |                    |            |
| 2006  |              | Ivana Novelic, Serbie                           |                                  |                    |            |
| 2007  |              | Bao QuingLing, Chine                            |                                  | République tchèque | Prague     |
| 2008  |              | Rossana Mazzocchio, Royaume-Uni                 |                                  |                    |            |
| 2009  |              | Diana Kotvun, Ukraine                           |                                  |                    |            |
| 2010  |              | Alena Smyslova, Russie                          |                                  | Géorgie            | Tbilissi   |
| 2011  | 38           | Ilaria Galbusera, Italie                        |                                  |                    |            |
| 2012  |              | Karin Keuter,, Allemagne                        |                                  |                    |            |
| 2013  |              | Thaisy Payo, Brésil                             | Christian Bernal, Mexique        |                    |            |
| 2014  |              | Lydia Svobodova, Slovaquie                      | Jean-Marie Bourdon, France       |                    |            |
| 2015  |              | Natalija Bilan, Ukraine                         | Camilo Viloria Arrieta, Colombie |                    |            |
| 2016  | 75           | Janetta Hendrika Liaane Erasmus, Afrique du Sud | Kevin Petit, France              |                    |            |
| 2017  | 70           | Chutima Netsuriwong, Thaïlande                  | Eric Alcantara Pascual, Espagne  |                    |            |
| 2018  | 39           | Assia Uhanany, Israël                           | Jan Jakub Matěj Emmer,, Tchéquie | République tchèque | Prague     |
| 2019  |              | Vidisha Baliyan, Inde                           |                                  | Afrique du Sud     | Mbombela   |

### Nombres de gagnants par pays
Miss Deaf World
| Pays                | Titres | Années |
| ------------------- | ------ | ------ |
| Ukraine             | 4      |        |
| Serbie et Slovaquie | 2      |        |

Mister Deaf World
| Pays                        | Titres | Années                          |
| --------------------------- | ------ | ------------------------------- |
| Mexique, France et Colombie | 1      | respectivement 2013, 2014, 2015 |

## Voir également
- Liste de concours de beauté
- Miss & Mister France Sourds